# Service de renseignement financier du Qatar
 (février 2023).
L'article doit être relu — et modifié si nécessaire — par des contributeurs indépendants pour apporter un regard critique aux contributions effectuées en violation des conditions d'utilisation de Wikipédia, tant sur la forme (notamment concernant le style encyclopédique, la proportionnalité) que sur le fond (la neutralité de point de vue, la qualité et l'indépendance des sources).
Le Service de renseignement financier du Qatar (abrégé « SRFQ ») est une agence gouvernementale du Qatar dont la mission est de lutter contre le blanchiment d'argent et le financement du terrorisme. À l’image des services de renseignement financier dans d’autres pays du monde, le SRFQ demande aux banques, aux sociétés d'investissement, aux assureurs et autres institutions financières sous sa tutelle de signaler toute transaction financière suspecte. Le  SRFQ se charge ensuite d’analyser ces informations et de transmettre les données pertinentes aux autorités judiciaires pour leur permettre d’enclencher une enquête et, le cas échéant, des poursuites.

## Histoire et Mission
Crée en 2004, le SRFQ est actuellement dirigé par Ahmad ben Eid Al-Thani. Sa mission est « d’assurer la sécurité et l’intégrité de l'économie du Qatar grâce à l'échange d’informations, la mise en place d’un système plus transparent et le renforcement des capacités de détection et de prévention du blanchiment d'argent et du financement du terrorisme. » Le SRFQ est une « unité semi-autonome » du Comité national contre le blanchiment d’argent et le financement du terrorisme du Qatar. Son siège est situé dans les locaux de la Banque centrale du Qatar. Le SRFQ travaille en partenariat avec de nombreuses autres agences du gouvernement du Qatar, et notamment le Bureau de la sécurité d'État, le ministère de l'Intérieur, le ministère de la Justice, le ministère du Commerce et la direction générale des Douanes.

## Programmes de Coopération Internationale
Le SRFQ entretient également des relations étroites avec ses contreparties au Moyen-Orient et dans le monde. Le SRFQ est ainsi un membre actif du Groupe Egmont, un « réseau informel » regroupant les services de renseignement financier de nombreux pays et dont l’objectif est de « favoriser la coopération et l'échange d'informations au niveau international » parmi ses 139 membres. Le SRFQ tient le poste de coprésident du groupe Asie du réseau, poste qu’il partage avec le service de renseignement financier de l’Inde. Le SRFQ propose régulièrement à son personnel de participer à des conférences ou séances de formation organisées par le Groupe Egmont
.  
En 2009, le SRFQ a signé un accord de coopération avec le Centre de renseignement financier du Japon visant à renforcer le partage d’informations entre les deux partenaires et « faciliter les enquêtes sur les activités de blanchiment d'argent, de financement du terrorisme et autres crimes connexes. »

## Efficacité dans la lutte contre les activités financières illicites
Un rapport publié en 2008 par la section Moyen-Orient et Afrique du Nord du Groupe d'action financière en partenariat avec le Fonds monétaire international a relevé plusieurs lacunes dans la structure et le fonctionnement du SRFQ. Selon le rapport, "le problème majeur est que le texte réglementaire  qui a créé le SRFQ et lui a conféré son pouvoir de régulation semble incompatible avec les dispositions de la loi contre le blanchiment d’argent. » Le rapport note également que « les procédures de signalement des transactions suspectes ne sont pas efficaces » et que les renseignements n’ont pas été protégés de manière adéquate.
Le SRFQ a répondu à ces affirmations dans son rapport annuel 2009, en déclarant que l’agence « attache une grande importance à la réforme de la loi n°28/2008 sur le blanchiment d'argent et ses amendements pointée dans le rapport d'évaluation mutuelle du Fonds monétaire international et du GAFI, qui a révélé de nombreuses lacunes et faiblesses dans les dispositions législatives relatives à la lutte contre le blanchiment d'argent et le financement du terrorisme. » Dans le but d’améliorer sa performance, le SRFQ a mis en place une stratégie de réforme en huit phases à compléter avant 2018. 
Malgré les efforts du Qatar au cours des dernières années visant à mettre en place un dispositif législatif et règlementaire apte à combler les lacunes dans son système de lutte contre le blanchiment d'argent et le financement du terrorisme, le pays fait encore l’objet de nombreuses critiques selon lesquelles les mesures prises ne seraient en réalité pas appliquées. L’ancien fonctionnaire du département du Trésor des États-Unis Matthew Levitt considère ainsi que « le gouvernement qatari ne met pas assez l’accent sur l’application des textes adoptés. Au contraire, le Qatar tente régulièrement d’attirer les investisseurs étrangers en vantant des mesures législatives et règlementaires qui apparaissent robustes sur le papier, mais ne sont presque jamais appliquées ou respectées ».
Dans son rapport annuel de 2013, le SRFQ a relevé un nombre record de transactions suspectes. Cependant, seul un tiers de ces transactions a été signalé aux autorités judiciaires ou policières. Selon un rapport publié en 2014 par le département d'État des États-Unis, le parquet a engagé des poursuites judiciaires dans un seul cas en 2013. Cette action n’a pas mené à une condamnation. Le même rapport classe le Qatar parmi les juridictions les moins aptes à lutter contre le blanchiment d’argent. 
Le SRFQ a relevé une hausse des transactions suspectes en 2014, alors même que le nombre de transactions signalées aux autorités policières et judiciaires nationales et étrangères a nettement diminué au cours de la même année. 